# Decibel (gruppo musicale)
I Decibel sono un gruppo musicale italiano punk/new wave.

## Storia

### Gli inizi
La storia della band è fortemente legata alla città di Milano e in particolare al liceo classico Giovanni Berchet, dove Enrico Ruggeri e Fulvio Muzio erano compagni di classe, e al limitrofo liceo scientifico "Einstein", dove studiava Silvio Capeccia; i tre amici, accomunati da gusti musicali poco consueti in Italia per quell’epoca (glam rock e proto-punk), nei primissimi anni ’70 si scambiano suggestioni e stimoli musicali, quindi iniziano a suonare talora insieme, talora in gruppi diversi. Attraverso vicissitudini e cambi di formazione, nel 1976 Capeccia e Ruggeri confluiscono nel gruppo heavy metal “Trifoglio” costituito da Pino Mancini (chitarra), Roberto Turatti (batteria) e Erri Longhin (basso), dando vita agli Champagne Molotov, mentre Muzio fonda con Mino Riboni e Marcello Catalano il gruppo progressive Il Vortice.

### Il periodo punk
In coincidenza con l’avvento del punk, nel 1977, gli Champagne Molotov prendono il nome di “Decibel”, mentre Silvio Capeccia lascia temporaneamente la formazione. Sull’onda del clamore suscitato dal punk e anche grazie ad alcune trovate mediatiche di Ruggeri (finto concerto alla discoteca “Piccola Broadway” di Milano) i Decibel ottengono un contratto con la Spaghetti Records (casa discografica di Milano che si affidava per la distribuzione alla multinazionale RCA). I Decibel realizzano il loro primo album, denominato Punk, e in seguito si impegnano nella sua promozione partecipando alle classiche manifestazioni dell’epoca (Cantagiro) e aprendo il concerto di star internazionali (Heartbreakers, XTC, Adam and the Ants). Nonostante Punk sia stato all’epoca un insuccesso sia di critica sia di pubblico, attualmente è stato rivalutato e costituisce in ogni caso un raro cimelio per appassionati e collezionisti.

### Il periodo new-wave
All’inizio del 1979, a seguito dell’insuccesso di Punk tutti e tre gli “ex Trifoglio” lasciano il gruppo ed Enrico Ruggeri riorganizza la line up richiamando in organico Silvio Capeccia e l’ex compagno di classe Fulvio Muzio; alla formazione prendono parte anche il batterista quindicenne Tommy Minazzi e il bassista Mino Riboni, proveniente da “Il Vortice”. I Decibel firmano un nuovo contratto con la Spaghetti Records il 24 gennaio 1979 e successivamente entrano in sala di incisione agli Stone Castle Studios di Carimate, sotto la direzione artistica di Shel Shapiro, per realizzare il 45 giri Indigestione Disko, con lato b Mano Armata, canzone in cui la connotazione punk è ancora predominante, ma già intrisa di suggestioni elettroniche tipiche della new wave.

### Sanremo
I Decibel rientrarono in sala d’incisione nel novembre del 1979 per realizzare con Shel Shapiro l’album Vivo da re. Nel frattempo la formazione vede la fuoriuscita del batterista Tommy Minazzi che confluirà nei Vanadium; il suo posto viene occupato temporaneamente da Walter Calloni, il batterista della Premiata Forneria Marconi, che in precedenza aveva suonato con Lucio Battisti. I nuovi brani composti da Ruggeri, Capeccia e Muzio sono pervasi di testi ironici e suoni sintetici o musiche che rispecchiano l’interesse per il cabaret tedesco degli anni venti, come in Contessa (testo di Ruggeri, musica di Muzio, da non confondersi con l'omonimo di Paolo Pietrangeli), brano che convince la Spaghetti Records a far partecipare i Decibel al Festival di Sanremo; l’idea non viene inizialmente accolta con entusiasmo dal gruppo, ma viene poi accettata come idea provocatoria e di sfida con il gruppo (definito rivale dalla stampa) degli Skiantos. A gennaio del 1980 i Decibel iniziano le qualificazioni per il Festival di Sanremo nella sezione giovani e superano le varie fasi fino a confluire nel gruppo dei big alla finalissima (secondo regolamento della manifestazione per quell’anno).

### Scissione
Nella primavera del 1980, esaurito lo slancio del 45 giri Contessa, viene pubblicato l’album Vivo da re, iniziando un tour promozionale nonché le tradizionali manifestazioni estive come il Cantagiro e Un disco per l'estate. Durante l’autunno 1980 il gruppo partecipa a un tour teatrale con ampio dispiego di mezzi (attrezzature dei Rockets, tecnici dei Pooh) che riscuote un successo inferiore a quello previsto.
A seguito di liti interne tra i tre soci della Spaghetti Records, Silvio Crippa e Shel Shapiro lasciano la casa discografica nelle mani del solo Alessandro Colombini, che dei tre soci era il meno coinvolto con i Decibel, i quali tuttavia, a eccezione di Ruggeri, non trovano in quel momento adeguate motivazioni per affrontare le vicissitudini legali di una rottura del contratto; si perviene pertanto alla scissione con Ruggeri che rompe il contratto e segue Silvio Crippa, mentre i restanti Decibel rimangono nella Spaghetti Records; la fase successiva è caratterizzata da strascichi legali che fermano per quasi due anni l’attività sia di Ruggeri sia dei Decibel.

### Fase elettronica
Nella primavera del 1982, una volta risolte le vertenze legali che intrecciavano a triplo filo Ruggeri, la Spaghetti e i Decibel, Ruggeri dà inizio alla sua carriera solista e poi partecipa come autore allo Zecchino d'Oro per due volte, mentre i membri residui (Muzio, Capeccia, Riboni) tornano in sala di registrazione agli Stone Castle Studios di Carimate per realizzare l’album Novecento, con il supporto di Ellade Bandini alla batteria, mentre le parti vocali sono affidate a Silvio Capeccia e la produzione è di Mauro Paoluzzi e di Alessandro Colombini. Poco dopo la Spaghetti si trasforma in una società di produzione multimediale e Fulvio Muzio e Silvio Capeccia, terminata la promozione del disco, concludono gli studi universitari laureandosi rispettivamente in medicina ed economia. La fase successiva è caratterizzata dalla sperimentazione elettronica, con rare performance dal vivo e dalla fuoriuscita dal gruppo di Mino Riboni e la presenza in formazione del cantante Maurilio Menzinger e del bassista Andrea Milanesi. Questa fase termina con la scelta di Muzio di lasciare l'Italia per lavorare fino al 1991 a Kansas City allo The University of Kansas Medical Center.

### Soundtracks e Ambient Music
Nel corso degli anni novanta i Decibel si concentrano nella produzione di musica esclusivamente strumentale, abbandonano quindi temporaneamente la classica formazione della rock band per realizzare colonne sonore di documentari geografici: il risultato di questa nuova attività è una serie di soundtrack per cinque documentari su Messico, Guatemala, Vietnam, Laos e Cambogia: le musiche sono abbinate alle immagini e pubblicate su videocassette, mentre viene mantenuta una dimensione live grazie alla proiezione di video e musica in alcune sale cinematografiche.
Dopo l'esperienza nella realizzazione di colonne sonore per documentari, Silvio Capeccia e Fulvio Muzio, nel novembre 1997, ritornano in sala di registrazione con Shel Shapiro, il produttore dei Decibel degli esordi, e con l’arrangiatore Marco Zanoni, per realizzare il quarto album targato “Decibel”, che prenderà il nome di Desaparecida, da alcuni etichettato come ambient music e che si colloca in un filone che ha attraversato il rock da Mike Oldfield a Vangelis sino a Brian Eno e si compone di nove brani strumentali, tutti composti da Silvio Capeccia e Fulvio Muzio. Seguendo il nuovo trend allora emergente, viene pubblicato e commercializzato esclusivamente sul web, sulla piattaforma californiana Mp3.com, allora emergente.

### Psicoacustica
Le esperienze individuali di Fulvio Muzio nel campo della musicoterapia e di Silvio Capeccia in quello della musica d’ambiente confluiscono in una serie di CD dal titolo “Psychoacoustic Brain Power”, basati su toni binaurali inseriti all’interno di brani musicali di carattere “ambient”: l'obiettivo dichiarato è quello di facilitare l’attivazione di processi mentali positivi come l’attenzione, la concentrazione, la creatività e il rilassamento e suscita l’interesse della comunità scientifica con studi realizzati da centri di ricerca (Facoltà di Psicologia dell'Università Cattolica del Sacro Cuore di Milano, scuola di specializzazione in neurologia dell'Università degli Studi di Milano) in svariati campi (capacità di rilassamento, sogno, fibromialgia, cefalea, insonnia, ecc.).

### Reunion e ritorno al rock
Il 19 febbraio 2010, Fulvio Muzio e Silvio Capeccia sono ospiti di Enrico Ruggeri nel corso della sessantesima edizione del Festival di Sanremo, nella serata dedicata agli ospiti, accompagnandolo sul palco nell'esecuzione del brano La notte delle fate.
Il 28 settembre 2014 Ruggeri, Capeccia e Muzio ritornano a suonare insieme nel locale “Scighera” di Milano, in occasione di una festa privata, eseguendo 6 brani, fra cui due presenti nell'album Novecento mai cantati prima da Ruggeri e la prima versione originale di Vivo da re con il testo in inglese.
Nel dicembre 2014 Enrico Ruggeri, Fulvio Muzio e Silvio Capeccia si incontrano a Londra in occasione del concerto celebrativo per il quarantennale dell'album degli Sparks Kimono My House. In quei giorni trascorsi insieme a Londra, iniziano a delinearsi le basi di un progetto comune, da realizzare insieme in un prossimo futuro.
Il 14 dicembre 2016, Ruggeri, Muzio e Capeccia convocano una conferenza stampa al liceo classico Giovanni Berchet di Milano per dare l’annuncio della reunion dei Decibel.
Il 10 marzo 2017 viene pubblicato il nuovo disco dei Decibel dal titolo Noblesse oblige, con 12 inediti e 3 successi del passato, in quest'occasione ricantati. Nell'album anche due camei da parte di due membri storici della band: il chitarrista Pino Mancini e il bassista Mino Riboni.
Durante la primavera e l'estate 2017 segue un tour nazionale che celebra la reunion e che supera le 40 date. L'8 novembre hanno tenuto il loro ultimo concerto del 2017 al Fabrique di Milano. Nel febbraio 2018 partecipano al Festival di Sanremo 2018 con la canzone Lettera dal Duca, musica di Fulvio Muzio e Silvio Capeccia, testo di Enrico Ruggeri a cui segue un nuovo tour nazionale che culmina con un concerto al Teatro Nazionale di Milano che vede la partecipazione del leader degli Ultravox Midge Ure, già presente a Sanremo in qualità di ospite dei Decibel.
Nel 2019 Fulvio Muzio e Silvio Capeccia contribuiscono come autori di alcuni brani alla realizzazione del nuovo progetto solista di Enrico Ruggeri intitolato Alma, contribuiscono al EP "Una storia da cantare" dello stesso Ruggeri con una versione rivisitata di 10 ragazze di Lucio Battisti. Esce infine il cofanetto Punksnotdead che raccoglie in vinile, CD e DVD l'attività concertistica "live" degli ultimi anni.

## Formazione
Il nucleo della formazione è rappresentato da Enrico Ruggeri, Silvio Capeccia e Fulvio Muzio (che risultano essere anche gli unici tre autori di tutta la discografia originale del gruppo), con Mino Riboni che ha condiviso il periodo precedente e successivo alla partecipazione al Festival di Sanremo 1980.
Durante la registrazione del primo album hanno fatto parte del gruppo oltre a Enrico Ruggeri, anche Erri Longhin (al basso), Roberto Turatti (alla batteria) e Pino Mancini (alla chitarra).
All'incisione del singolo Indigestione Disko/Mano armata prese parte come batterista Tommy Minazzi, al tempo quindicenne.
Sergio Nicosia e Paolo Chieselli si sono alternati alla batteria nel tour del 1980, mentre Maurilio Menzinger e Andrea Milanesi hanno suonato nei rari concerti del periodo 1986-1989.
Formazione
- Enrico Ruggeri – voce, raramente chitarra (dal 1977 al 1980, dal 2016 a oggi)
- Fulvio Muzio – chitarra solista, cori, tastiere (dal 1978 a oggi)
- Silvio Capeccia – tastiere, cori (dal 1978 a oggi)

Ex componenti
- Mino Riboni – cori e basso elettrico (dal 1978 al 1985)
- Pino Mancini – chitarra solista (dal 1977 al 1978)
- Erri Longhin – basso (dal 1977 al 1978)
- Roberto Turatti – batteria (dal 1977 al 1978)

## Discografia

### Album in studio
- 1978 – Punk
- 1980 – Vivo da re
- 1982 – Novecento
- 1998 – Desaparecida
- 2017 – Noblesse oblige
- 2018 – L'anticristo

### Album live
- 2019 – Punksnotdead

### Raccolte
- 2017 – Le origini - Gli anni d'oro (1978-1982)

### Singoli
- 1979 – Indigestione Disko/Mano armata
- 1980 – Contessa/Teenager
- 1980 – Vivo da re/Decibel
- 2017 – My my generation
- 2017 – Gli anni del silenzio
- 2017 – Universi paralleli
- 2018 – Lettera dal Duca
- 2018 – La banca